# Veniov
Veniov (en russe : Венёв) est une ville de l'oblast de Toula, en Russie, et le centre administratif du raïon de Veniov. Sa population s'élevait à 14 500 habitants en 2013.

## Géographie
Elle est située sur la rivière Veniovka, à 45 km au nord-est de Toula et à 162 km au sud de Moscou.

## Histoire

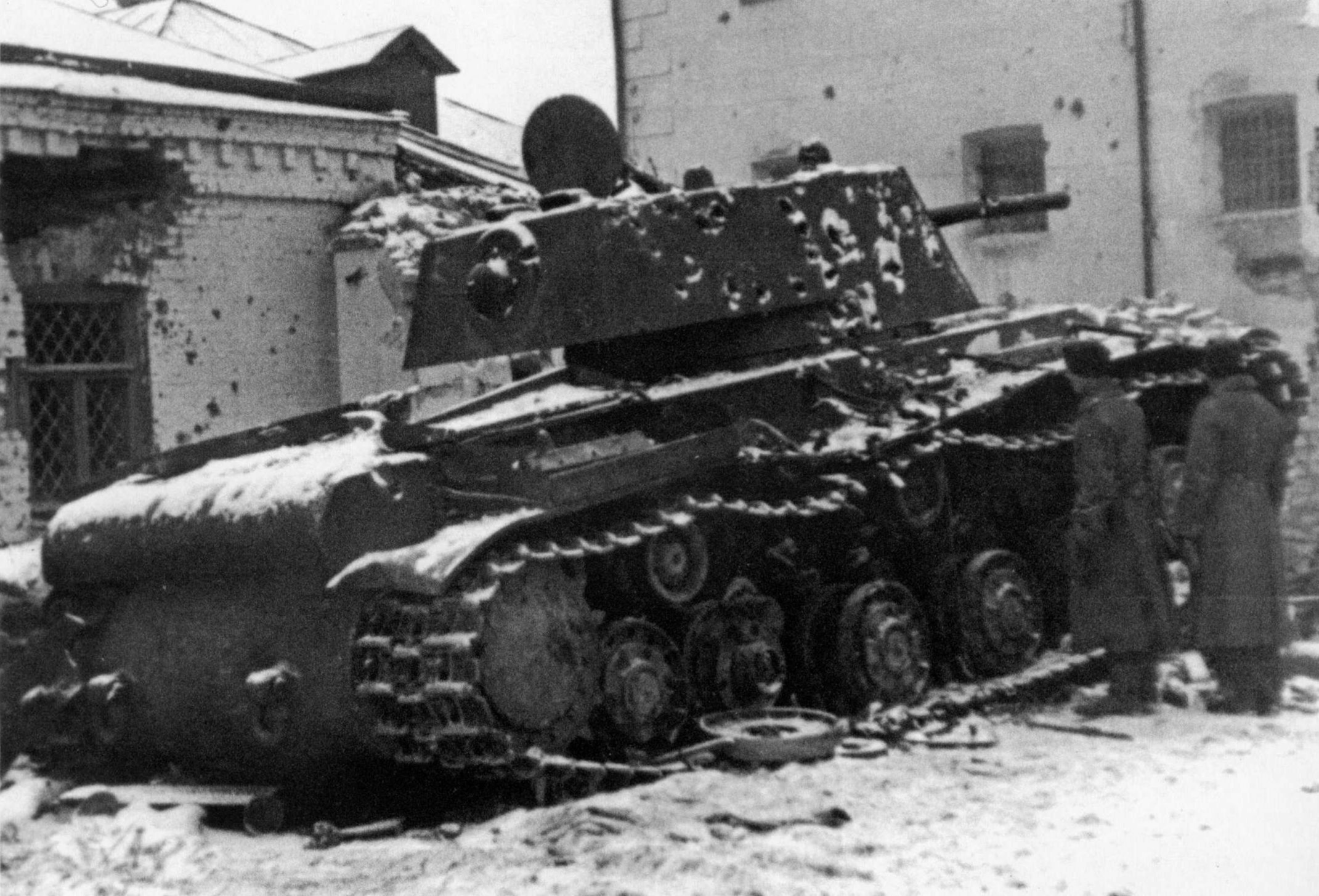
Char russe dans les rues de Veniov en novembre 1941.

Veniov a été fondée au XIIe siècle, à sept kilomètres de son emplacement actuel. Elle a le statut de ville depuis 1777.
Durant la Seconde Guerre mondiale, le 24 novembre 1941, l'armée allemande prend temporairement la ville. Durant la bataille de Moscou, la 2. Panzerarmee du général Heinz Guderian. L'armée rouge reprend la ville le 9 décembre 1941.

## Population
Recensements (*) ou estimations de la population
| 1897* | 1926* | 1939* | 1959* | 1970* | 1979* |
| ----- | ----- | ----- | ----- | ----- | ----- |
| 5 167 | 5 915 | 5 600 | 6 261 | 5 893 | 7 124 |

| 1989*  | 2002*  | 2010*  | 2012   | 2013   | 2014 |
| ------ | ------ | ------ | ------ | ------ | ---- |
| 13 243 | 16 167 | 15 224 | 14 866 | 14 500 | -    |

## Transports
Elle est reliée à Riazan et à Toula par la route fédérale R132.